# 十条駅 (京都市営地下鉄)
十条駅（じゅうじょうえき）は、京都府京都市南区東九条南石田町にある、京都市営地下鉄烏丸線の駅。駅番号はK13。

## 歴史
- 1988年（昭和63年）6月11日：京都市営地下鉄烏丸線京都 - 竹田間延伸開通に伴い開業する[1][2]。
- 2007年（平成19年）4月1日：ICカード「PiTaPa」の利用が可能となる[1]。
- 2010年（平成22年）4月[3]：駅名標の下に、近隣施設の名称および商品名（「NSスリッター 西村製作所前」）が広告として付記される[4][5]。

## 駅構造
十条通と烏丸通が交差する十条烏丸交差点の地下に位置する。島式ホーム1面2線を有する地下駅。改札口は1箇所のみ。トイレは改札内にある。

### のりば
| のりば | 路線   | 方向 | 行先                       |
| ------ | ------ | ---- | -------------------------- |
| 1      | 烏丸線 | 下り | 竹田・新田辺・近鉄奈良方面 |
| 2      | 烏丸線 | 上り | 京都・四条・国際会館方面   |

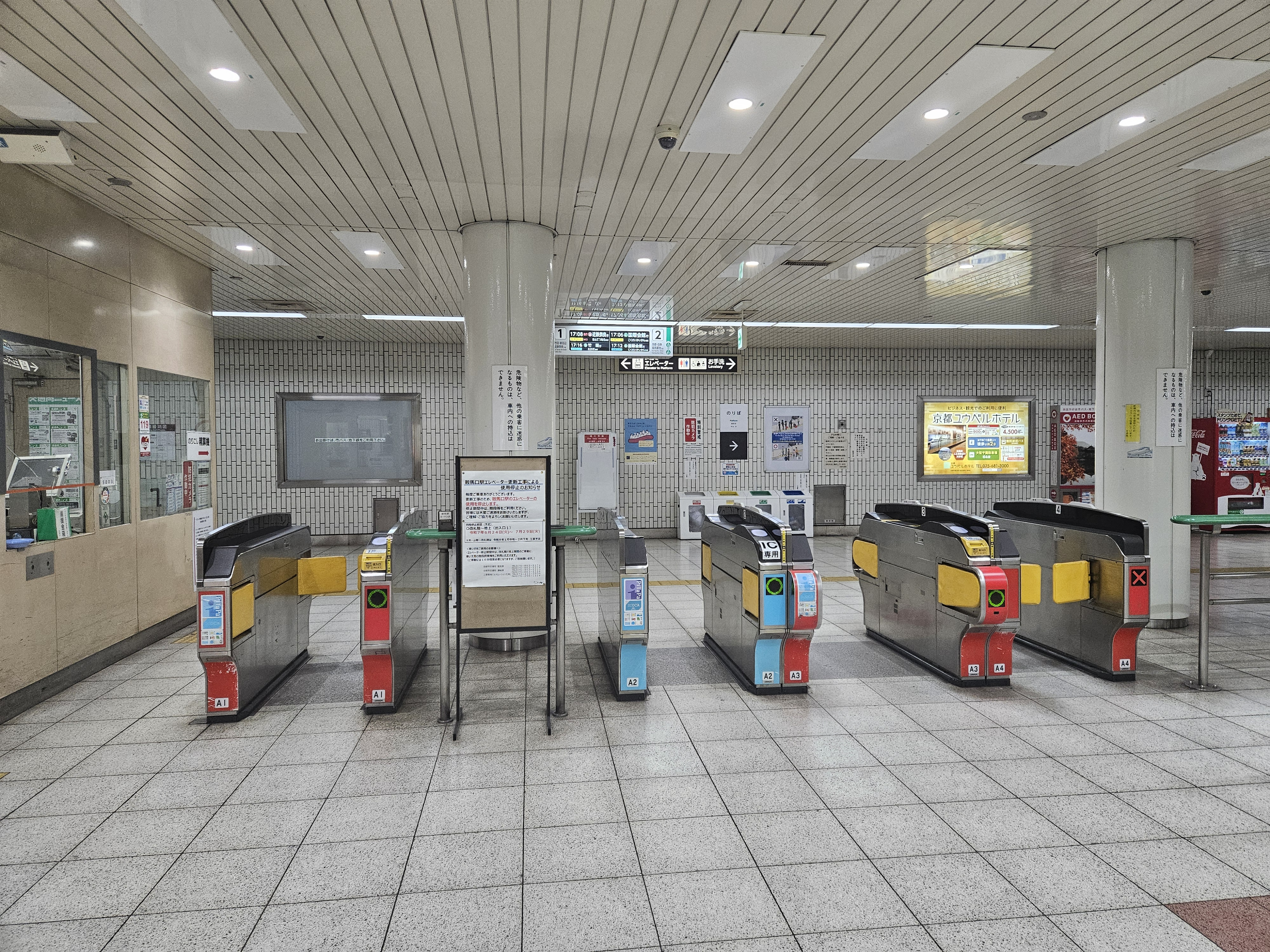
改札口（2025年6月）
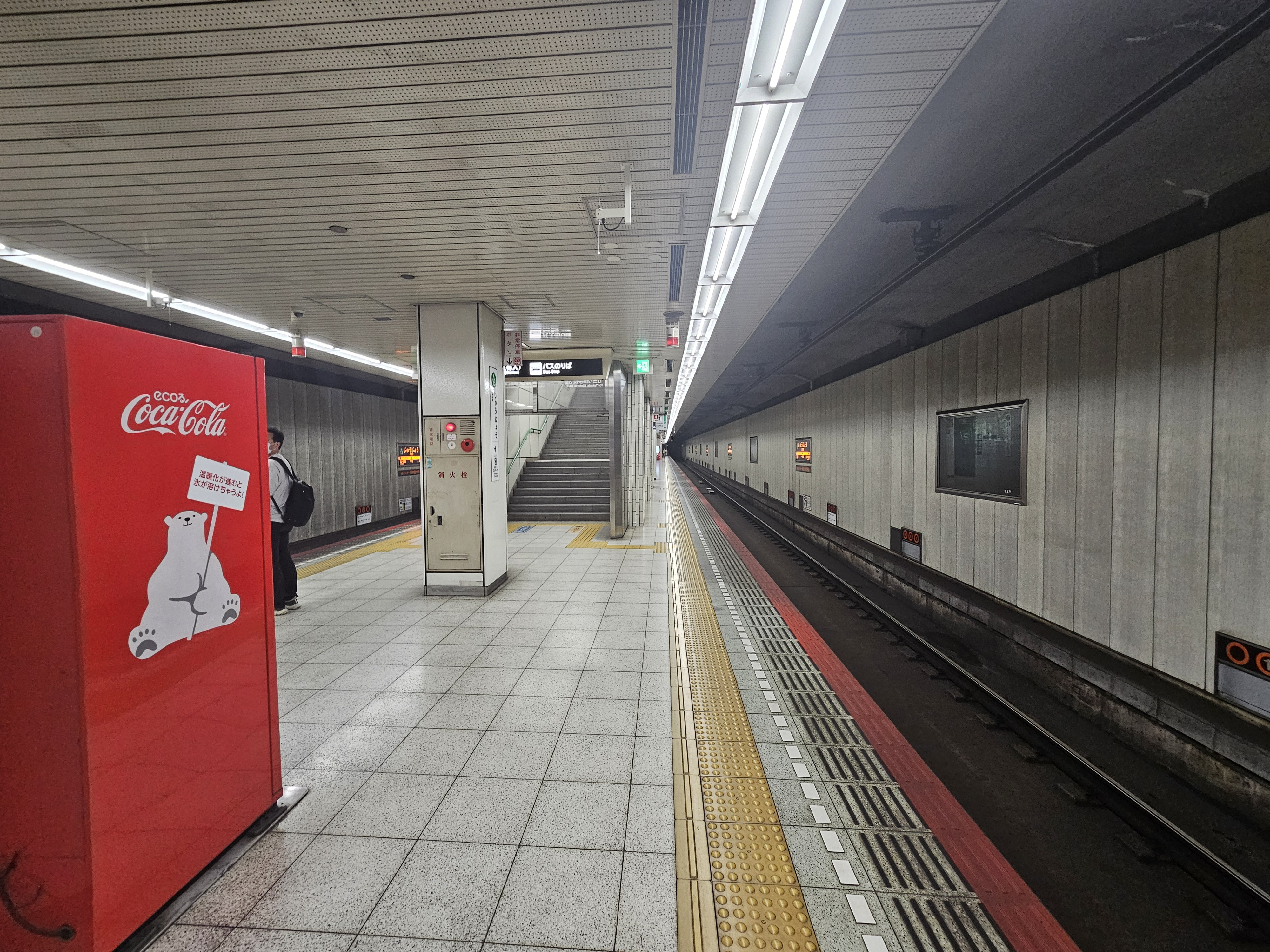
ホーム（2025年6月）
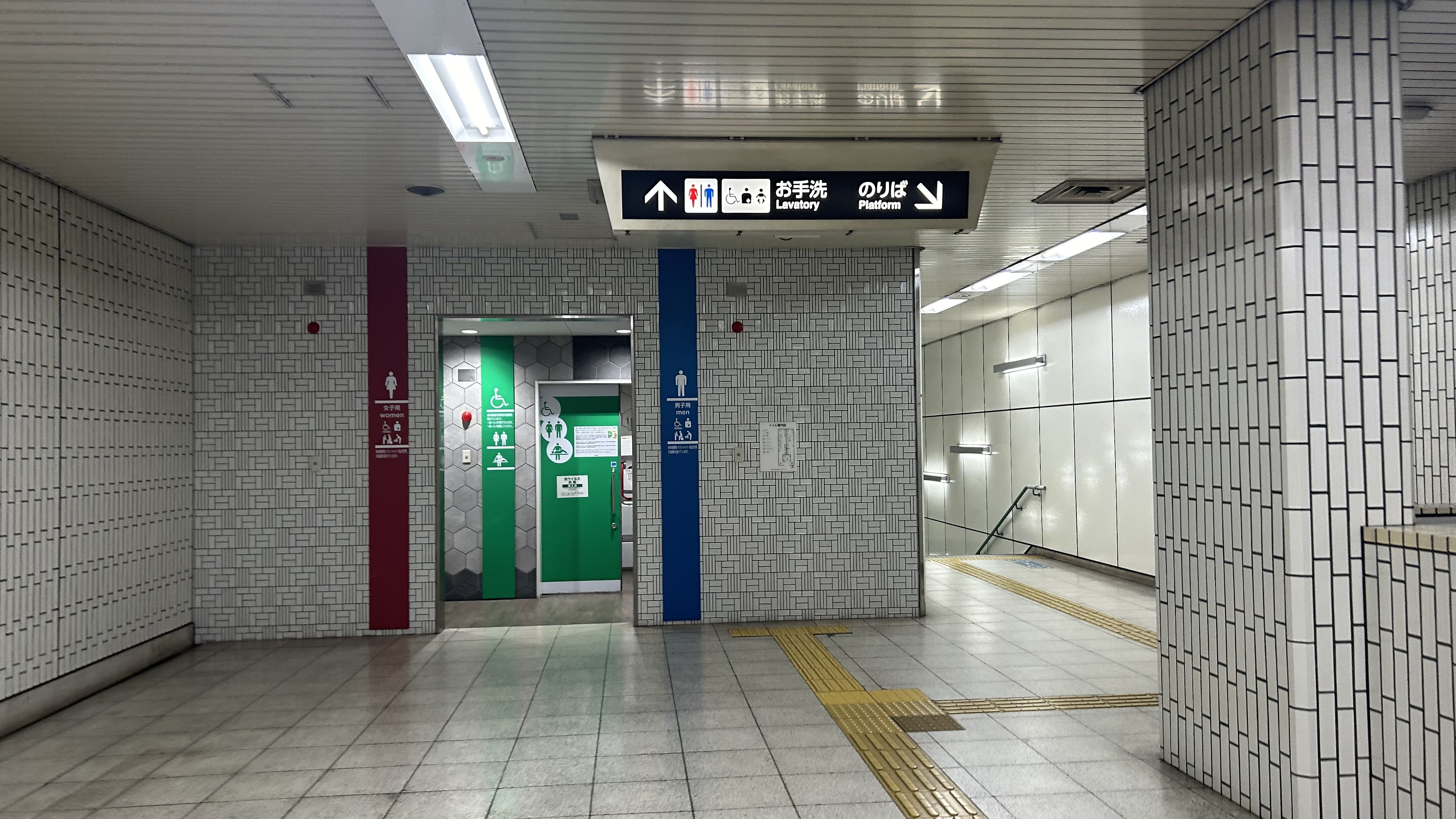
トイレ
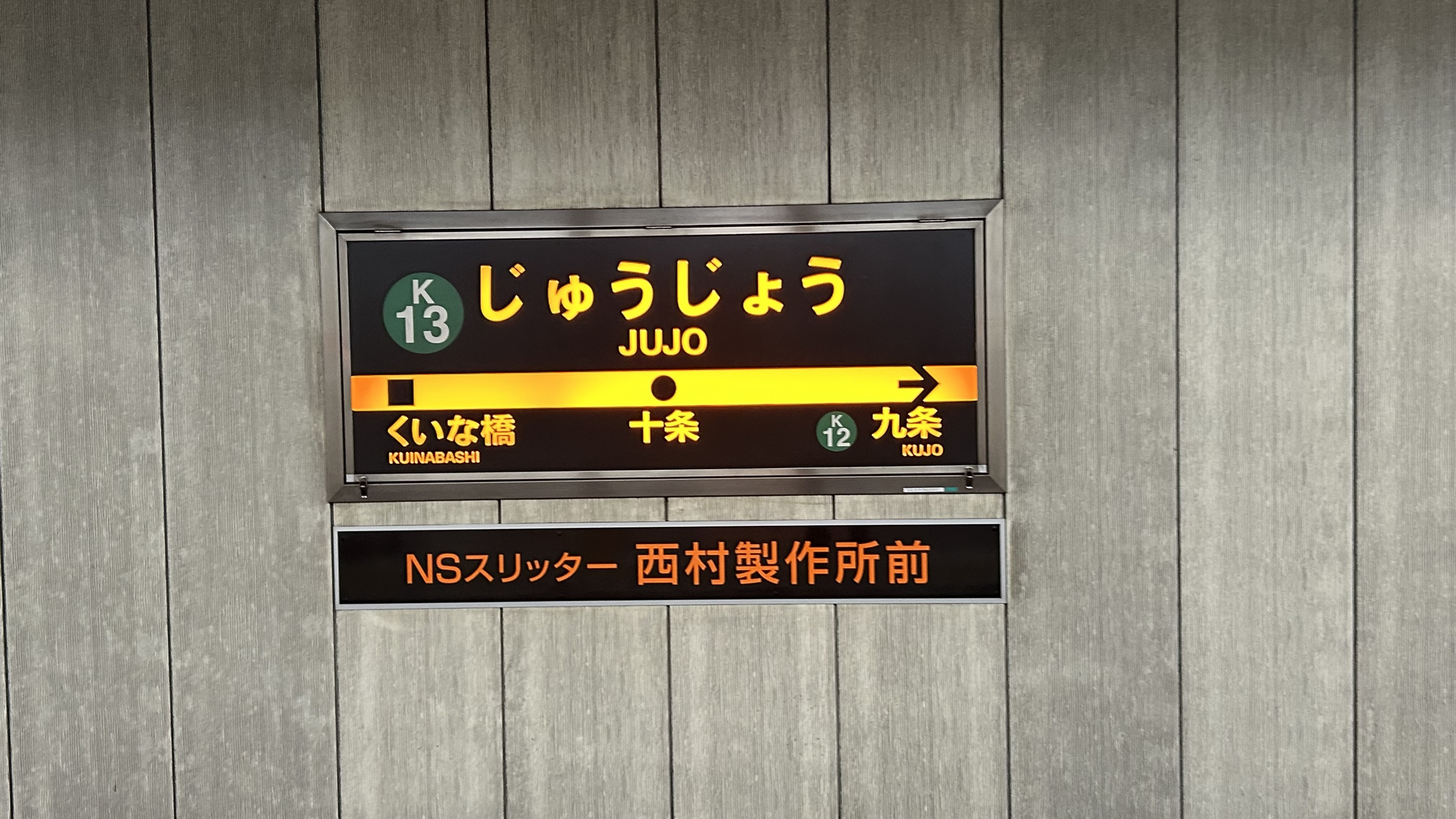
駅名標

### 出入口
| 出口番号 | 方角 | 出口周辺                                 | 接続改札 | 備考             |
| -------- | ---- | ---------------------------------------- | -------- | ---------------- |
| 2        | 南西 | 市民防災センター・近鉄十条駅・上鳥羽公園 | 改札口   |                  |
| 1        | 南東 | 京都市花き地方卸売市場                   | 改札口   |                  |
| 4        | 西   | -                                        | 改札口   | エレベーターあり |
| 3        | 東   | -                                        | 改札口   |                  |

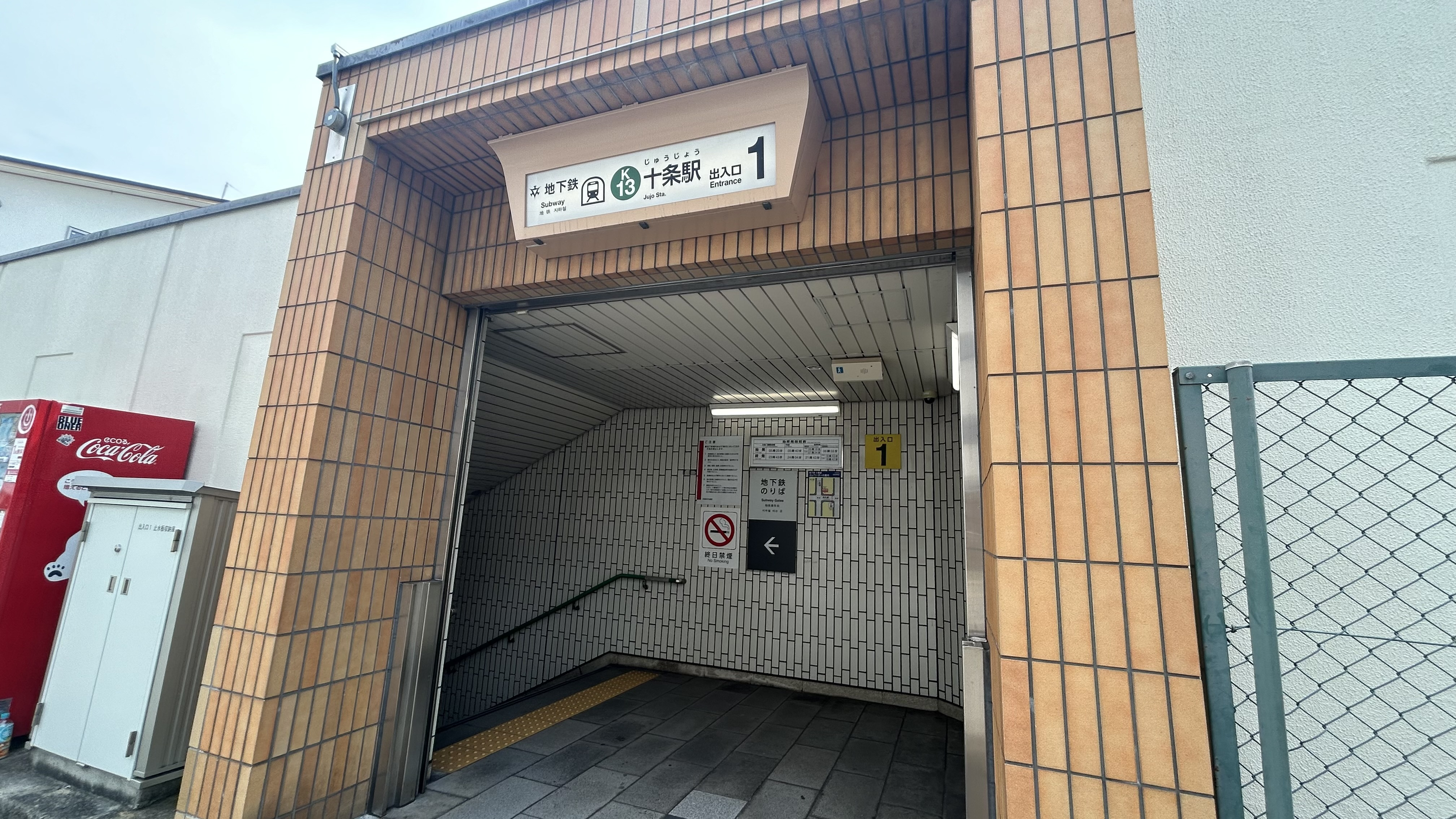
1番出入口
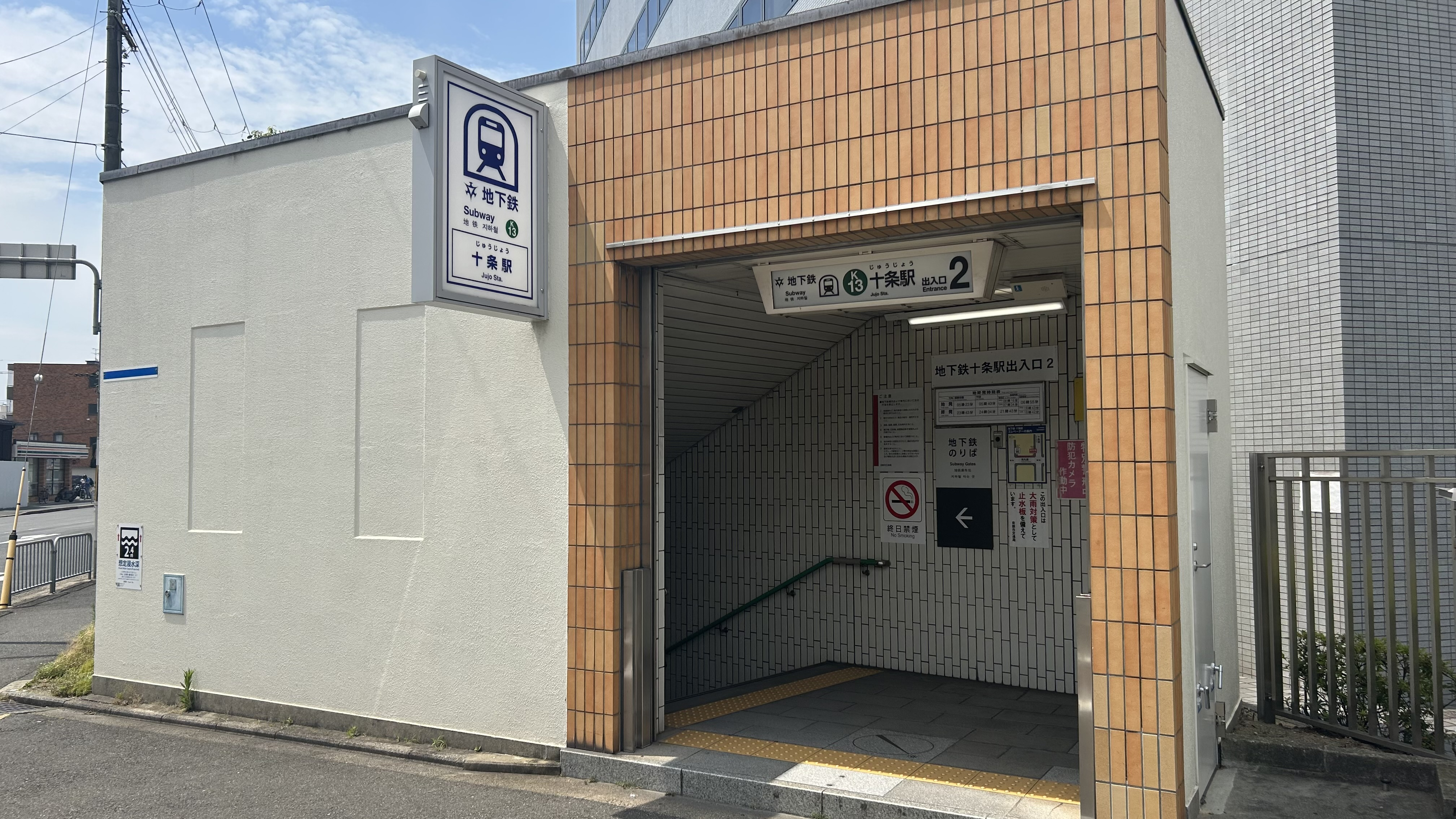
2番出入口
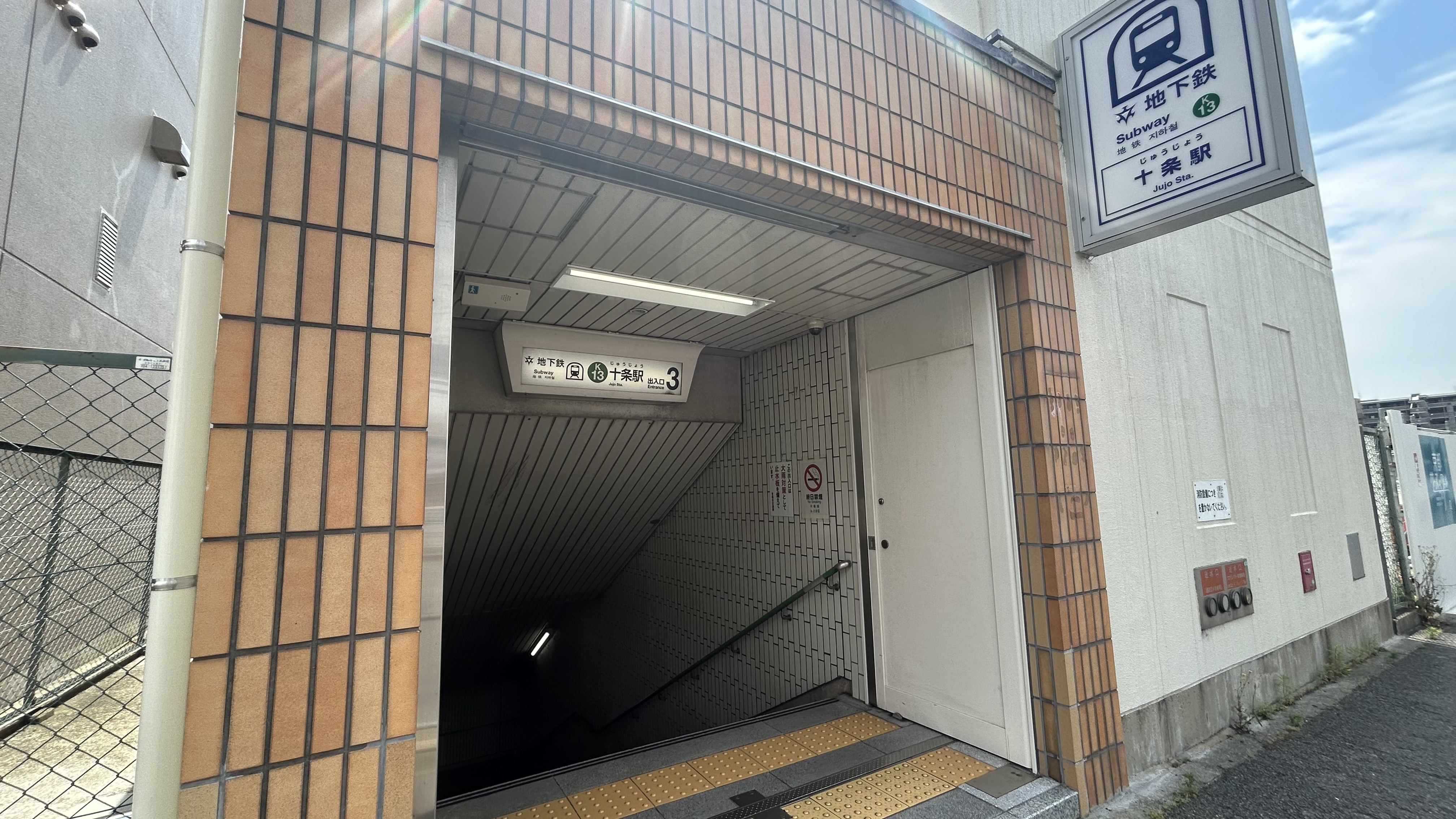
3番出入口
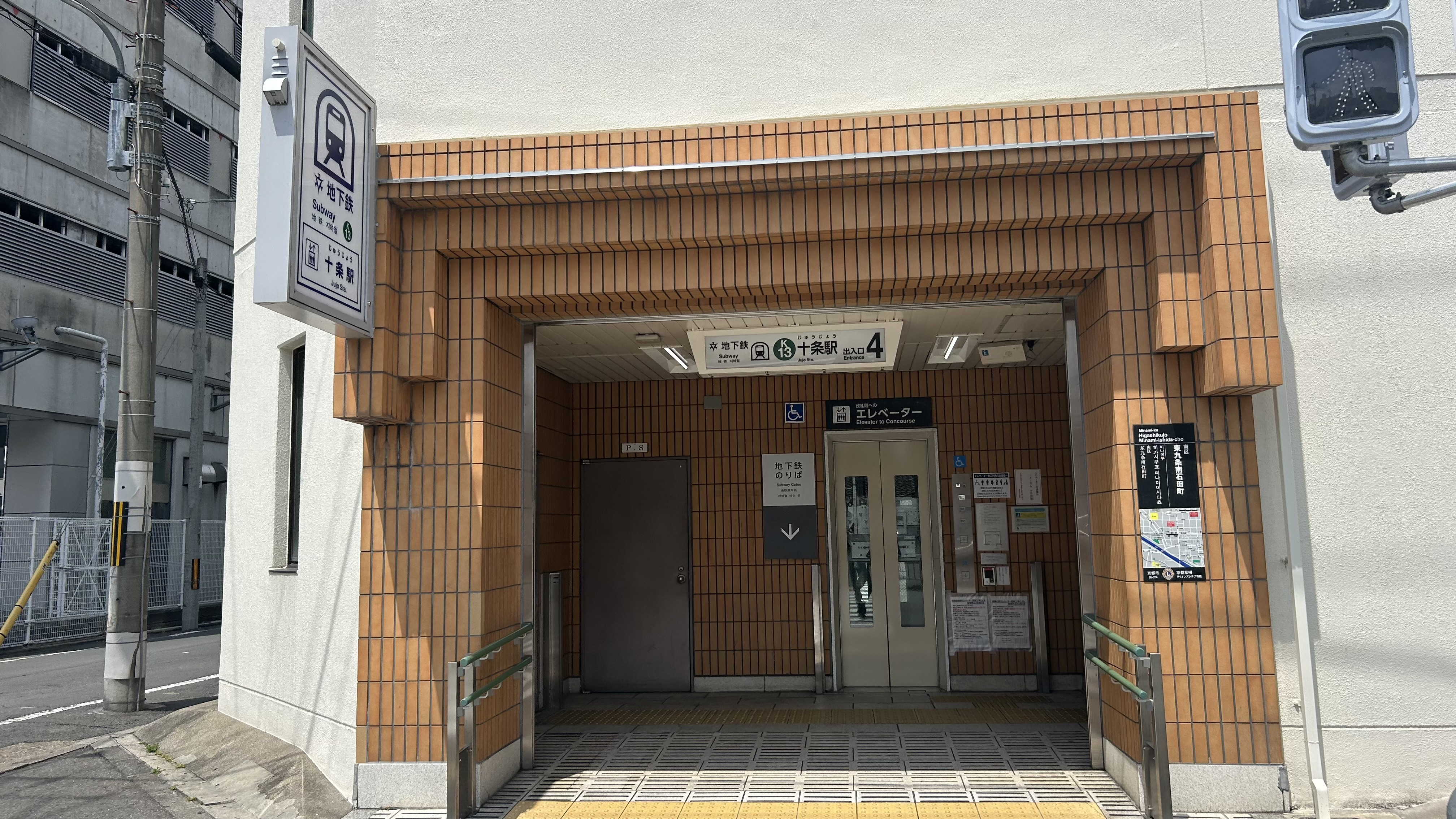
4番出入口

## 利用状況
2024年（令和6年）度の1日平均の乗降人員は9,721人である。
各年度の1日平均乗車・乗降人員数は下表のとおり。
| 年度               | 1日平均 乗降人員 | 1日平均 乗車人員 | 出典   |
| ------------------ | ---------------- | ---------------- | ------ |
| 1998年（平成10年） |                  | 2,673            | [ 9 ]  |
| 1999年（平成11年） | 5,204            | 2,630            | [ 10 ] |
| 2000年（平成12年） | 5,495            | 2,775            | [ 11 ] |
| 2001年（平成13年） | 5,945            | 3,008            | [ 12 ] |
| 2002年（平成14年） | 5,694            | 2,882            | [ 13 ] |
| 2003年（平成15年） | 5,623            | 2,830            | [ 14 ] |
| 2004年（平成16年） | 5,763            | 2,916            | [ 14 ] |
| 2005年（平成17年） | 5,864            | 2,930            | [ 14 ] |
| 2006年（平成18年） | 5,849            | 2,959            | [ 14 ] |
| 2007年（平成19年） | 5,891            | 3,016            | [ 15 ] |
| 2008年（平成20年） | 5,954            | 3,079            | [ 15 ] |
| 2009年（平成21年） | 5,728            | 2,888            | [ 15 ] |
| 2010年（平成22年） | 5,804            | 2,941            | [ 15 ] |
| 2011年（平成23年） | 6,042            | 3,061            | [ 15 ] |
| 2012年（平成24年） | 6,111            | 3,096            | [ 16 ] |
| 2013年（平成25年） | 6,032            | 3,057            | [ 16 ] |
| 2014年（平成26年） | 6,266            | 3,175            | [ 16 ] |
| 2015年（平成27年） | 6,965            | 3,530            | [ 16 ] |
| 2016年（平成28年） | 7,184            | 3,641            | [ 17 ] |
| 2017年（平成29年） | 7,104            | 3,600            | [ 18 ] |
| 2018年（平成30年） | 7,561            | 3,832            | [ 19 ] |
| 2019年（令和元年） | 7,757            | 3,931            | [ 20 ] |
| 2020年（令和02年） | 6,532            | 3,315            | [ 21 ] |
| 2021年（令和03年） | 6,885            | 3,490            | [ 22 ] |
| 2022年（令和04年） | 7,629            | 3,883            | [ 22 ] |
| 2023年（令和05年） | 9,042            | 4,469            | [ 22 ] |
| 2024年（令和06年） | 9,721            |                  | [ 8 ]  |

## 駅周辺
- 西村製作所
- 任天堂 本社／本社開発棟
- 京阪バス 本社
- 京都札ノ辻郵便局
- 十条通
- 烏丸通
- 第二京阪道路・稲荷山トンネル 鴨川西出入口・鴨川東出入口

## バス路線
地下鉄十条駅前
- 京都市営バス（市バス）
  - 16号系統：京都駅八条口行／東寺  京都駅（烏丸口）行
  - 84号系統：葛野大路通 太秦天神川駅行／京都駅八条口・九条車庫行

十条駅
- 京阪バス
  - 「ダイレクトエクスプレス直Q京都号」：大日本印刷行／松井山手駅・大阪国際大学行／摂南大学薬用植物園行／長尾駅行／大住ヶ丘・京田辺市役所行／京阪交野市駅行／ホテル京阪 ユニバーサル・タワー行
  - 京都醍醐寺ライン
    - 301号経路：醍醐寺行／京都駅八条口行
    - 303号経路・NS経路：京都橘大学行／京都駅八条口行
    - 305号経路：合場川行／京都駅八条口行

- 京阪バス・奈良交通
  - 京都けいはんな線：学研けいはんなプラザ行

十条竹田街道
- 京都市営バス（市バス）
  - 81号系統：京都駅行／中書島・横大路車庫前行
  - 84号系統：葛野大路通 太秦天神川駅行／京都駅八条口・九条車庫行

京都鴨川十条
十条通を東へ徒歩約4分、タイムズ鴨川西ランプ内。
京都駅・八条口観光バス駐車場に停車していた高速バスが、同駐車場の工事のため2015年2月26日から停留所を一時的にこちらに変更していた。
同駐車場工事完了に伴い、2017年1月31日限りで停留所を京都駅八条口に戻した。
| 愛称                     | 経由地                 | 行先                      | 運行会社                 |
| ------------------------ | ---------------------- | ------------------------- | ------------------------ |
| オリオンバス             | YCAT                   | バスタ新宿                | オー・ティー・ビー       |
| オリオンバス             | 東京駅（鍛冶橋駐車場） | 東京ディズニーランド      | オー・ティー・ビー       |
| グレースライナー         | バスタ新宿             | サンシャインシティ        | グレース観光バス         |
| KBライナー               | （直行）               | バスタ新宿                | 三栄交通                 |
| KBライナー               | 桜木町                 | 東京駅（鍛冶橋駐車場）    | 千葉みらい観光バス       |
| ゴーゴーライナー         | （直行）               | バスタ新宿                | ユタカコーポレーション   |
| さくら高速バス           | YCAT・バスタ新宿       | サンシャインシティ 大宮駅 | インフォマティック       |
| さくら高速バス           | 桜木町駅               | 東京駅（鍛冶橋駐車場）    | インフォマティック       |
| さくら高速バス           | 桜木町駅・バスタ新宿   | 二俣新町駅                | 桜交通                   |
| JAMJAMライナー           | （直行）               | 仙台駅                    | ジャムジャムエクスプレス |
| JAMJAMライナー           | 町田ターミナル         | バスタ新宿                | ジャムジャムエクスプレス |
| JAMJAMライナー           | 桜木町駅・バスタ新宿   | 東京ディズニーランド      | ジャムジャムエクスプレス |
| サンシャインエクスプレス | バスタ新宿             | 東京駅（鍛冶橋駐車場）    | サンシャインエクスプレス |

## 隣の駅
京都市営地下鉄
 烏丸線
九条駅 (K12) - 十条駅 (K13) - くいな橋駅 (K14)
- 括弧内は駅番号を示す。